# 埃尔内
埃尔内（法語：Ernée，法語發音：[ɛʁnɛ]），法国西北部城市，卢瓦尔河地区大区马耶讷省的一个市镇，隶属于马耶讷区，其市镇面积为36.53平方公里，2022年1月1日时人口数量为5,511人，在法国城市中排名第1,915位。
埃尔内位于马耶讷省西北部，是一个区域性的中心城市和公路交通枢纽。

## 地名来源
“埃尔内”一名来源于天主教人物“Ernei”（一写“Ernier”）。

## 历史
埃尔内的早期历史尚不清楚，其境内有巨石阵遗址。法国史学家普遍认为其最早于公元一世纪左右形成聚落，而公元五世纪的天主教人物Ernei则被认为是埃尔内的缔造者，从城内流过的河流亦以其命名。中世纪中期，埃尔内先后成为勒芒公爵和曼恩伯爵的领地。15世纪末，法兰西王国与布列塔尼军队在埃尔内西部地区发生大规模的斗争，埃尔内一度被富热尔军队占领并受到严重破坏。宗教战争期间，埃尔内的圣母教堂两次被烧毁。法国大革命后，埃尔内成为马耶讷省的一个市镇。1793年11月2日，旺代军队在此与共和国军队发生战争，并取得成功。此后埃尔内又被舒昂军队占领，直至1800年。工业革命期间，埃尔内一度因制革业而兴盛。

## 地理

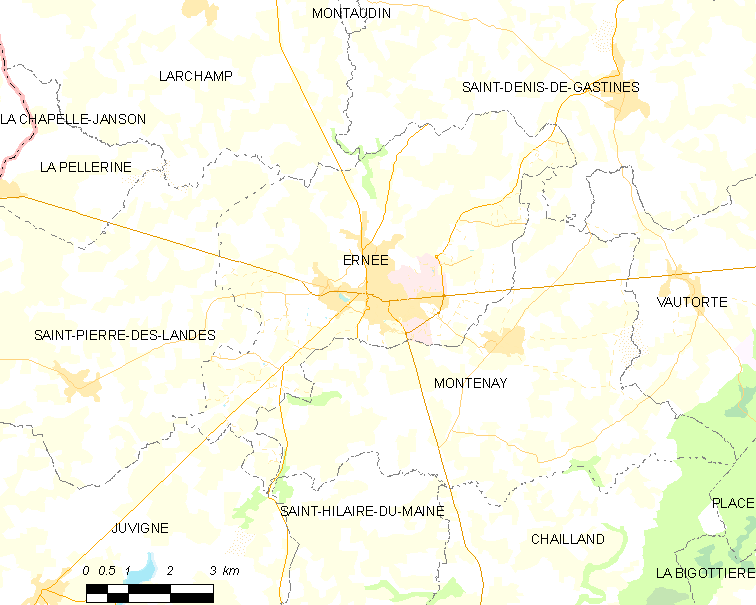
埃尔内市镇范围地图

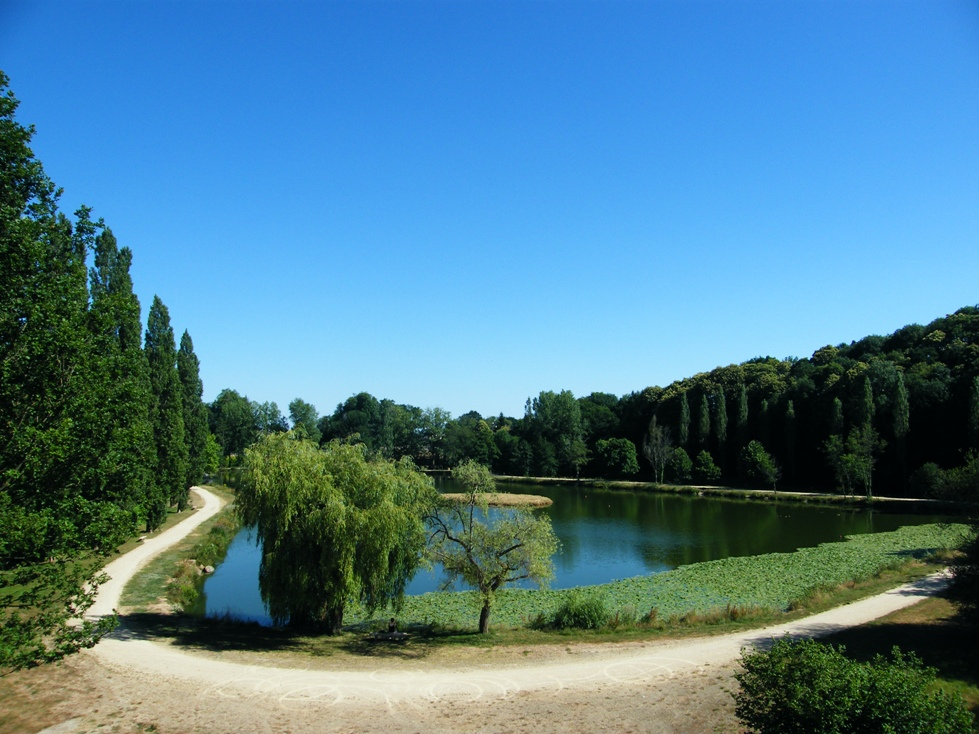
埃尔内湖

埃尔内位于法国西北部，卢瓦尔河地区大区北部和马耶讷省西北部，距离省会拉瓦勒大约31公里。与埃尔内接壤的市镇包括：瑞维涅、拉尔尚、蒙特奈、圣但尼德加斯蒂讷、圣皮埃尔德朗德。

### 地形
埃尔内位于诺曼底丘陵与阿摩里卡丘陵过渡地带，境内以丘陵为主，市镇中心地势较为平坦，全境海拔在107到200米之间。

### 水文
埃尔内河自北向南流经境内，该河是马耶讷河的支流，属于卢瓦尔河水系。市区西部有一处天然湖泊，周边开辟有野营地。

### 植被
埃尔内属于温带阔叶混交林区，林地主要分布于河流附近以及镇中心的欧罗巴花园（Jardin de L'Europe）。
在鲜花城市的评比中，埃尔内被评为3星级鲜花城市。

### 气候
埃尔内在柯本气候分类法中属于温带海洋性气候。

## 行政区划
埃尔内是法国卢瓦尔河地区大区马耶讷省的一个市镇，编号为53096。埃尔内隶属于马耶讷区和马耶讷省第三选区，管理埃尔内县，同时也是埃尔内河市镇公共社区的办公驻地。
法国国家统计与经济研究所（简称）在进行数据统计时，将埃尔内单独设为埃尔内城市核心区和埃尔内城市区。自2020年起，埃尔内城市区被包含5个市镇的埃尔内城市辐射区代替。此外，还将埃尔内市镇分为了两个“块区”（IRIS），以便于统计人口分布情况。

## 交通

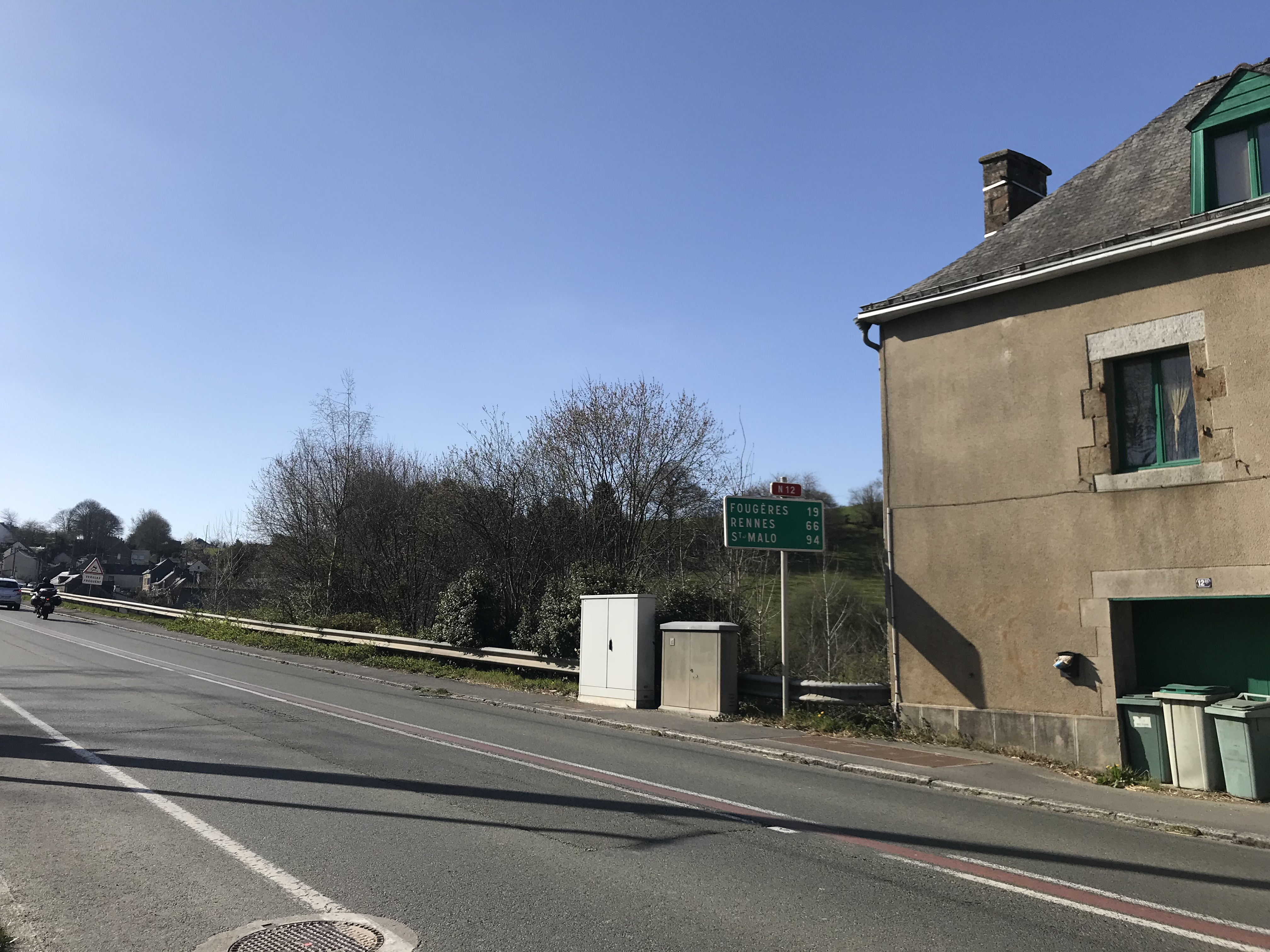
法国国道N12线埃尔内段

### 公路
法国国道N12线和多条马耶讷省省道在埃尔内境内交汇，卢瓦尔河地区大区下属的城际客运提供巴士线路，可前往马耶讷和拉瓦勒。
2017年，74.6%的埃尔内家庭拥有至少一辆私人汽车。2019年，埃尔内境内共发生各类交通事故3起，造成4人受伤。

### 铁路
距离埃尔内最近的铁路车站为位于巴黎－布雷斯特铁路上的布里耶港火车站，停靠往返于拉瓦勒和雷恩一线的区域列车。

### 航空
距离埃尔内最近的民用航空站为雷恩机场，距离埃尔内市中心的公路里程约78公里。

### 城市公共交通
截至2021年7月，埃尔内暂无城市公共交通系统。

## 政治

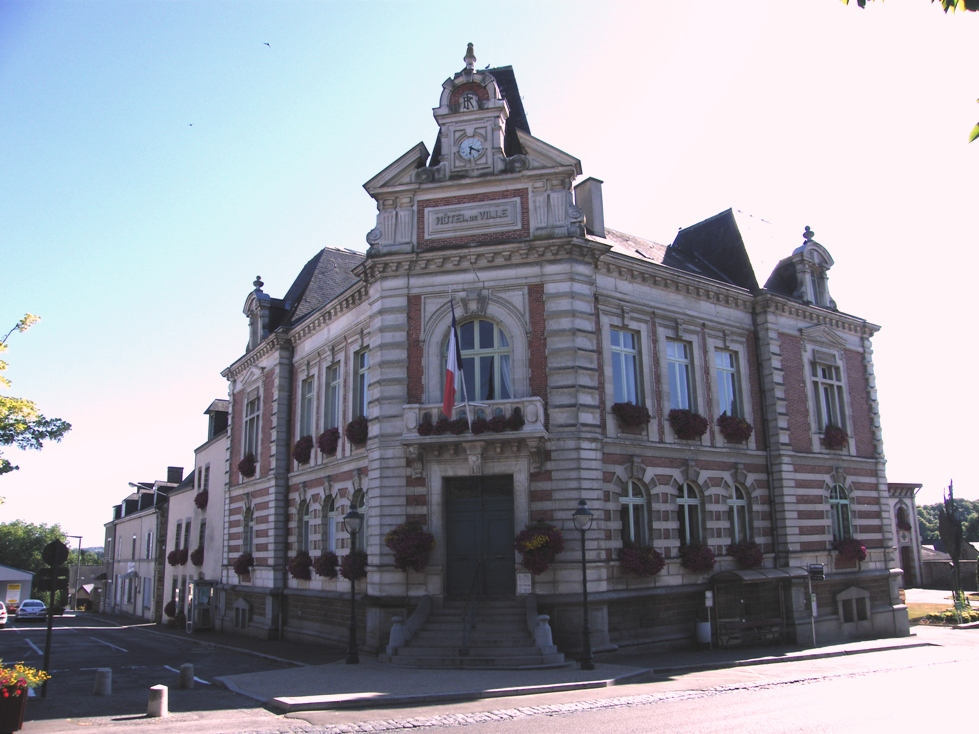
埃尔内市政厅

埃尔内的现任市长为雅克丽娜·阿尔康热女士（Jacqueline Arcanger），她是一名右翼无党派人士，在2020年的市政选举中获得了100%的支持率（无其他候选人）。
在2017年的法国总统大选中，法国第25任总统埃马纽埃尔·马克龙在埃尔内获得了73.19%的支持率。

## 人口
2018年，埃尔内市镇人口数量为5,712，在法国排名第1,915位。其中男性2,763人，女性2,968人，75岁及以上人口占14.6%，外籍人口数量为966人，人口密度为156人/平方公里，当地居民被称为（男性）或（女性）。2019年，埃尔内境内出生40人，死亡人口90人。
| 年份   | 1936  | 1946  | 1954  | 1962  | 1968  | 1975  | 1982  | 1990  | 1999  | 2006  | 2011  | 2016  | 2018  |
| ------ | ----- | ----- | ----- | ----- | ----- | ----- | ----- | ----- | ----- | ----- | ----- | ----- | ----- |
| 人口數 | 4,870 | 4,995 | 4,952 | 4,894 | 5,146 | 5,612 | 5,901 | 6,052 | 5,703 | 5,793 | 5,801 | 5,731 | 5,712 |

## 经济
截至2021年7月，埃尔内境内共有各类用人单位733家，平均历史为19年，其中97.49%为中小型企业（PME）。（大型零售）、（面粉加工）及（外科器具配件）是当地2019年营业额最高的三个企业，分别为31,701,603欧元、31,006,300欧元和15,002,408欧元。

## 财政收入
2019年，埃尔内的财政收入总额为7,750,520欧元，财政支出总额为7,183,690欧元，当年的债务总额为7,345,940欧元。2020年，埃尔内共获得1,490,220欧元的国家财政补助，比上一年增加了0.05%。
2017年，埃尔内的人均月收入总额为1,799欧元，其中高级职员为3,343欧元，低于法国平均水平（4,214欧元）；中级职员为2,081欧元，低于法国平均水平（2,353欧元）；普通职员为1,636欧元，亦低于法国平均水平（1,690欧元）。
2017年，埃尔内境内的青壮年（15至64岁）失业率为10.4%，当地44.3%的家庭拥有纳税资格，平均纳税1,799欧元，低于法国平均水平（3,888欧元）。

## 社会事务

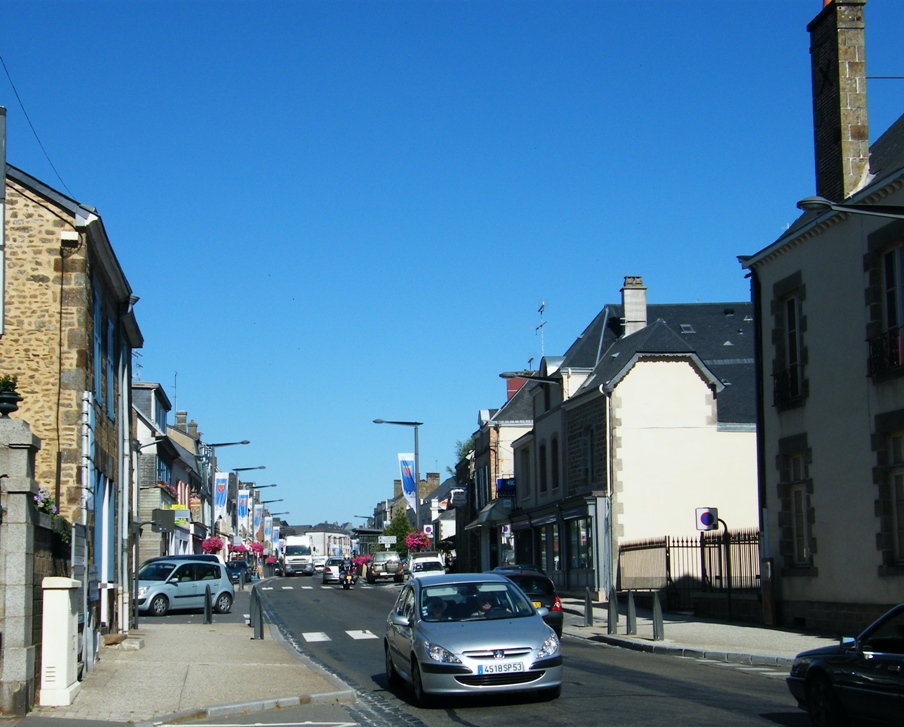
埃尔内市中心的街道

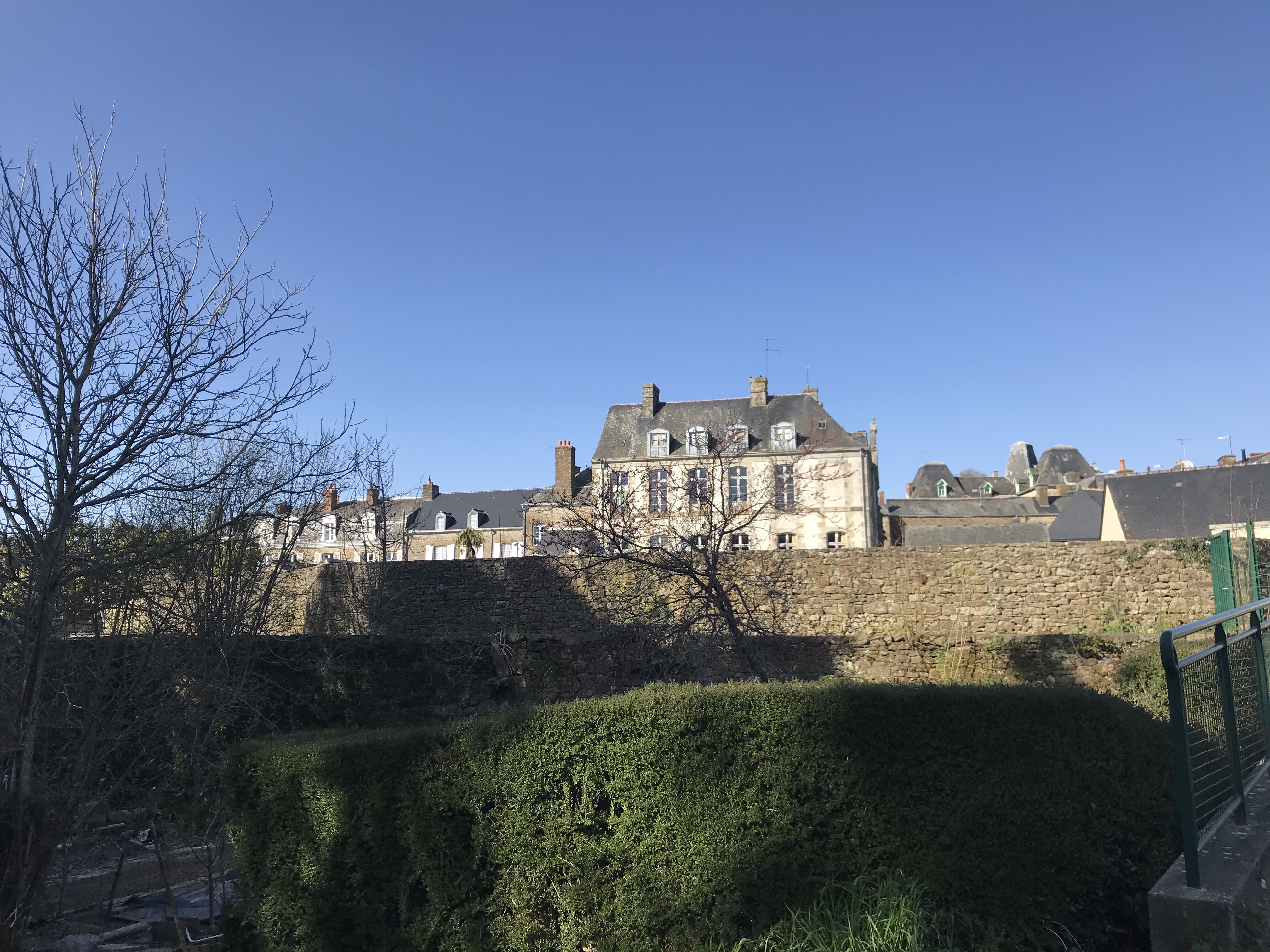
远眺埃尔内

### 教育
埃尔内属于南特学区。截止2019年1月1日，埃尔内境内共有1所幼儿园、2所小学、2所初级中学、0所普通高中、1所农业高中和0所职业高中。 2018至2019学年度，埃尔内境内共有在校中等教育阶段学生872名。

### 医疗
截止2019年1月1日，埃尔内境内共有全科医生5名、保健师6名、牙医4名、护士9名。境内共有药房2家、养老院2家。
埃尔内中心医院（Centre Hospitalier d'Ernée）的服务范围，后者是法国的一个区域性医疗机构，其主病区位于埃尔内市区，设有床位90个，另有一个设有170个床位的老年康复中心，是当地规模最大的公立综合性医院。

### 住房
2017年，埃尔内境内共有各类住房2,961套，其中86.0%为独立式居民区，12.3%为集中式居民区。常住房屋占埃尔内市镇范围内居民建筑总量的87.3%。
在住房保障政策方面，2017年，埃尔内境内共有459户家庭获得了住房经济补助，受益人数占总人口数量的8%，其中427份为房租补助。

### 商业
2019年，埃尔内境内共有各类实体商铺136家，其中餐厅12家、大型超市5家、杂货店1家、面包房4家、肉铺1家、书店2家、银行门店5家、美容美发店8家、汽车维修店12家。市区东南部建有开放式商业街区，有家乐福和Super U超市。

### 体育
2019年，埃尔内境内共有1家游泳池、4间体育馆、3处网球场、1处足球或橄榄球场以及2处篮球或排球场。
截至2021年7月，埃尔内境内共有两支注册足球俱乐部：埃尔内人足球俱乐部（L'Ernéenne Foot）和埃尔内-新堡体育联盟（GF Ernée-Le Bourgneuf）。
雷蒙·德米跑道位于埃尔内境内。

### 环境
埃尔内的环境事务由其所属的公共社区负责。2019年，埃尔内境内共有1家污染企业。

### 治安
2019年，埃尔内市镇范围内有1处宪兵队。
2014年，埃尔内及附近地区共发生各类案件2,150起，其中盗窃类案件1,247起，经济类案件287起，毒品交易类案件184起。

## 文化
2019年，埃尔内境内共有1家电影院和1家博物馆。埃尔内市政府提供多媒体中心，向公众全年开放。

### 建筑
埃尔内境内有多处法国国家文物保护单位，其中沙尔内圣母小教堂、圣母升天教堂（Église Notre-Dame-de-l'Assomption）等为当地的代表性建筑物。

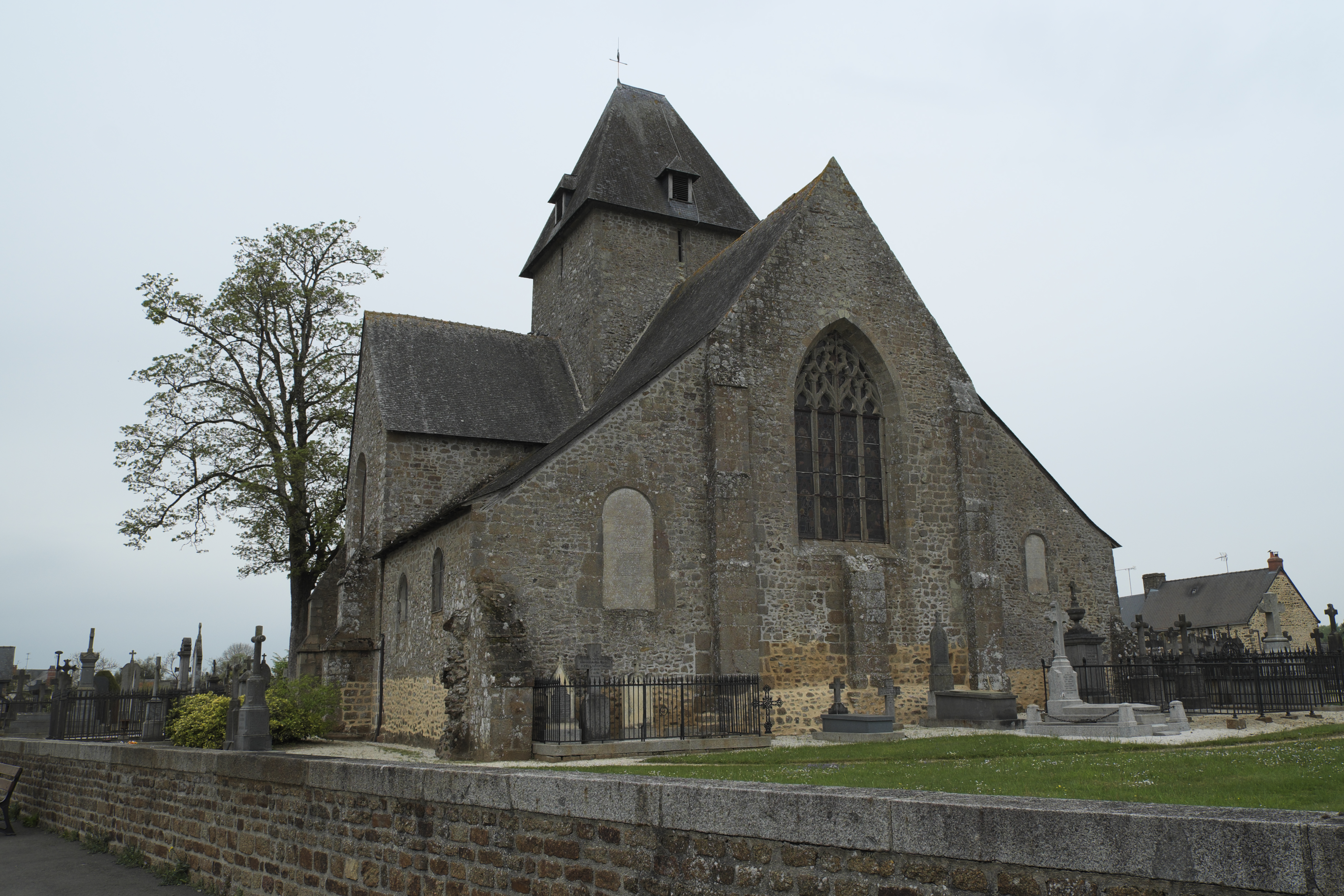
沙尔内圣母小教堂（法语：Chapelle Notre-Dame de Charné）
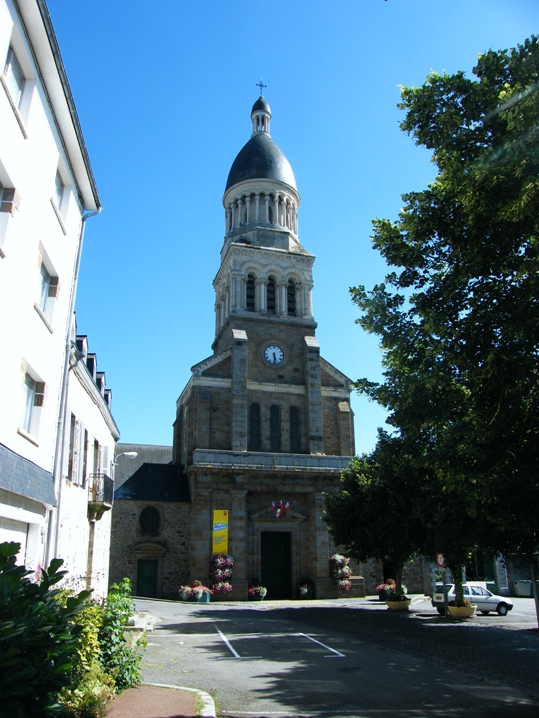
圣母升天教堂
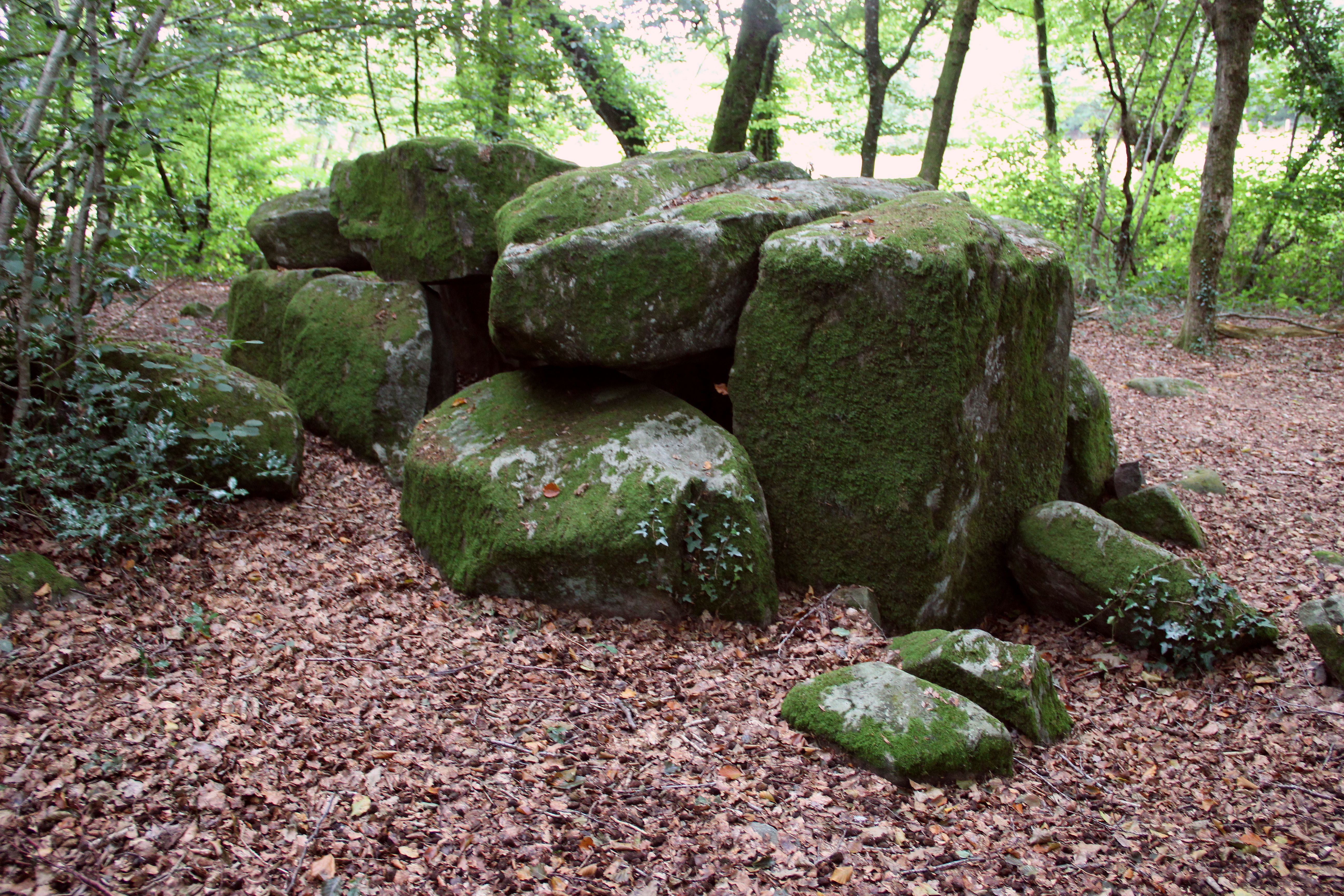
巨石阵遗址1
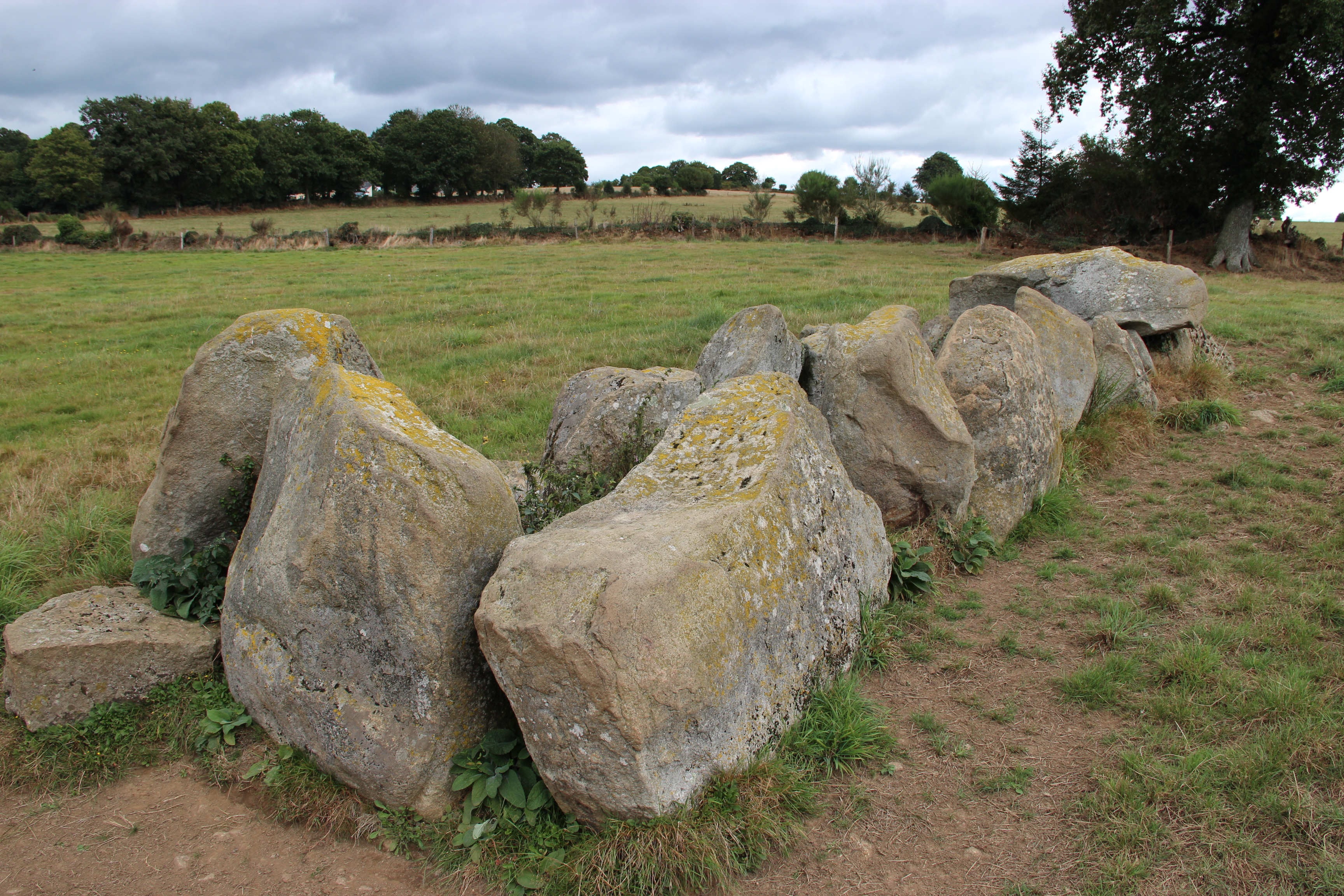
巨石阵遗址2
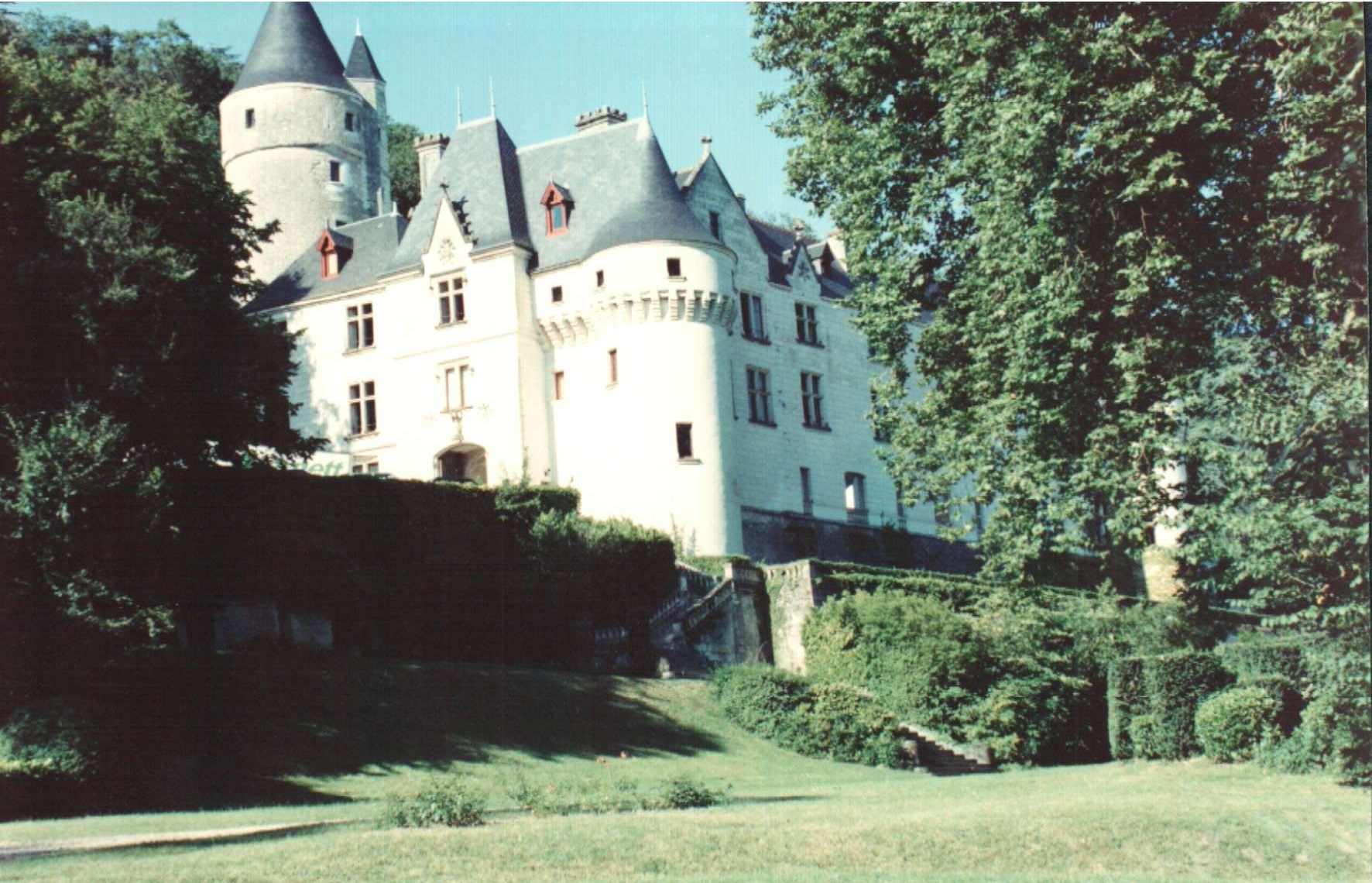
城堡
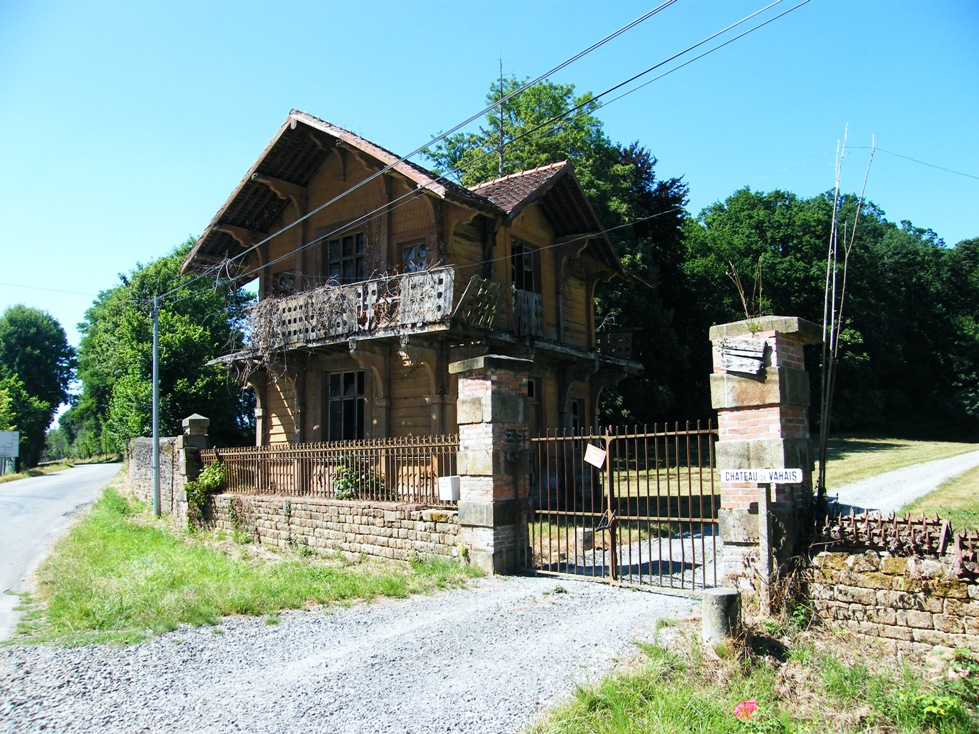
一处农庄

### 旅游
埃尔内的旅游事务由其所属的公共社区负责。2020年，埃尔内境内共有1家酒店共计14间房间；另有1个露营地，可容纳共6辆露营车。

### 媒体
法国主要的媒体均可在埃尔内接收，法国电视三台下属的卢瓦尔河地区大区频道在部分时段播出埃尔内所属区域的地方新闻。

## 友好城市
截至2021年6月，埃尔内共与两座城市互为友好城市关系：
- 德国 多斯滕
- 英格兰 Glenfield